# بلانييه (آن)
بلانييه (بالفرنسية: Plagne)‏ هي بلدية فرنسية تقع في إقليم الآن في فرنسا. رمز إنسي لها هو:1298. أما الرمز البريدي لها فهو: 1130.